# Startovací komplex č. 1 kosmodromu Bajkonur
Startovací komplex č. 1 také známý pod názvem Gagarinova rampa (rusky Гагаринский старт) je ruská (dříve sovětská) startovací rampa na kosmodromu Bajkonur v Kazachstánu, určená pro starty nosných raket Sojuz. Dříve byla používána pro rakety R-7, Vostok, Voschod a Molnija. Z tohoto komplexu na palubě lodi Vostok 1 do vesmíru odstartoval první kosmonaut Jurij Gagarin. Nyní je pod správou Roskosmosu, který zajišťuje dopravu pilotovaných kosmických lodí Sojuz a bezpilotních nákladních lodí Progress k Mezinárodní vesmírné stanici.

## Historie

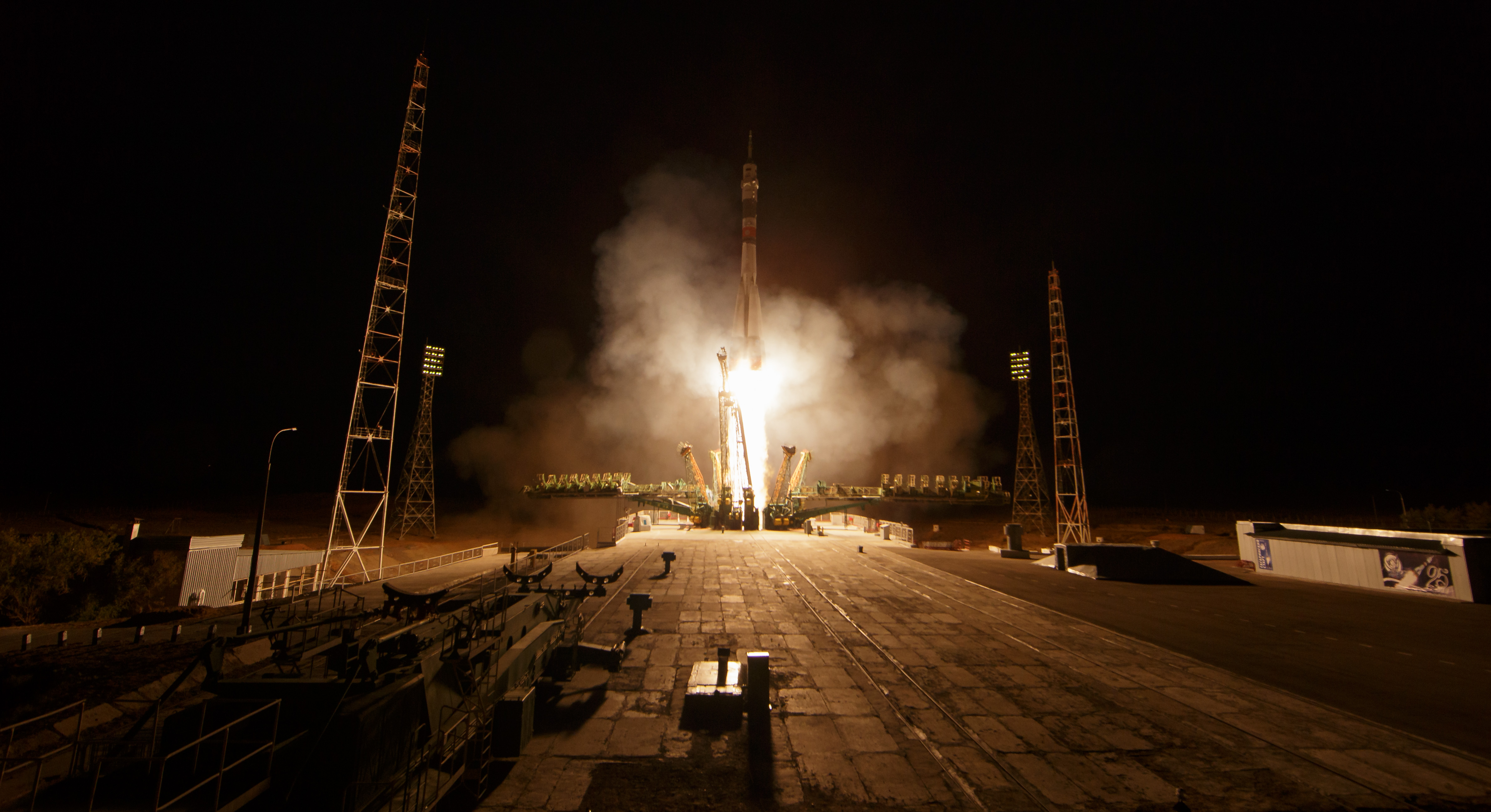
Poslední start rakety Sojuz-FG s kosmickou lodí Sojuz MS-15 25. září 2019

Dne 17. března 1954 rada ministrů nařídila několika ministerstvům, aby do 1. ledna 1955 vybraly vhodné místo pro testování rakety R-7. Zvažovalo se několik možných geografických oblastí, nakonec byla vybrána lokalita poblíž města Bajkonur (dříve známý jako Leninsk nebo také Tjura-Tam) v kazašské SSR. Tato volba byla schválena radou ministrů dne 12. února 1955 s dokončením stavby plánované na rok 1958. Práce na stavbě místa č.1 začaly 20. července 1955 vojenskými inženýry. Ve dne i v noci pracovalo na místě více než 60 těžkých nákladních automobilů, denně bylo vykopáno a odstraněno 15 000 m³ zeminy, přičemž celkový objem se odhaduje na 750 000 m³. Během zimy byly široce využívány výbušniny. Do konce října 1956 byly dokončeny veškeré hlavní budovy a instalace infrastruktury pro testy raket R-7. Byla postavena montážní a zkušební budova s názvem "Místo č. 2" a odtud byla dokončena speciální železnice na místo č.1, kde se nacházel startovní stůl pro raketu. Do dubna 1957 byly všechny zbývající práce dokončeny a celý komplex byl připraven k uvedení do provozu.
První start rakety R-7 z této rampy proběhl 15. května 1957, ten nicméně skončil havárii.
4. října 1957 byla rampa použita k vypuštění první umělé družice na světě Sputnik 1. Pilotované lety pak zahájil první kosmonaut Jurij Gagarin, první žena ve vesmíru Valentina Těreškovová a mnoho dalších letů do vesmíru s posádkou. Rampa byla také použita k vypouštění kosmických sond v programu Luna, Mars a dalších. Z důvodu velkého využití a rostoucích plánů Sovětského kosmického programu byla v roce 1961 na kosmodromu Bajkonur otevřena druhá rampa stejného typu s označením 31/6 . V září 1983 byla rampa 1/5 vážně poškozena během pokusu o start Sojuzu T-10-1, při němž došlo k havárii nosné rakety. Záchranný systém SAS zajistil oddělení kosmické lodi, která přistála asi 4 km od rampy, ale po explozi nosné rakety zůstala rampa téměř rok nefunkční. V současné době je rampa 1/5 primárně využívána pro starty raket Sojuz-FG s pilotovanými loděmi Sojuz a komplex 31/6 je používán pro rakety Sojuz 2 se zásobovacími loděmi Progress.
Slavná Gagarinova rampa má být po skončení služby raket Sojuz-FG vyřazena z provozu. Její další využití by totiž vyžadovalo nákladné renovace spojené s provozem modernějšího nosiče Sojuz 2. Rusko si pro stávající rozsah prací kosmického programu vystačí s jednou rampou 31/6, která již renovací prošla a umožňuje vypouštění jak pilotovaných kosmických lodí Sojuz tak i komerčních nákladů. Pro rakety Sojuz 2 má Rusko k dispozici ještě další rampy na kosmodromech Pleseck a Vostočnyj.

## Galerie

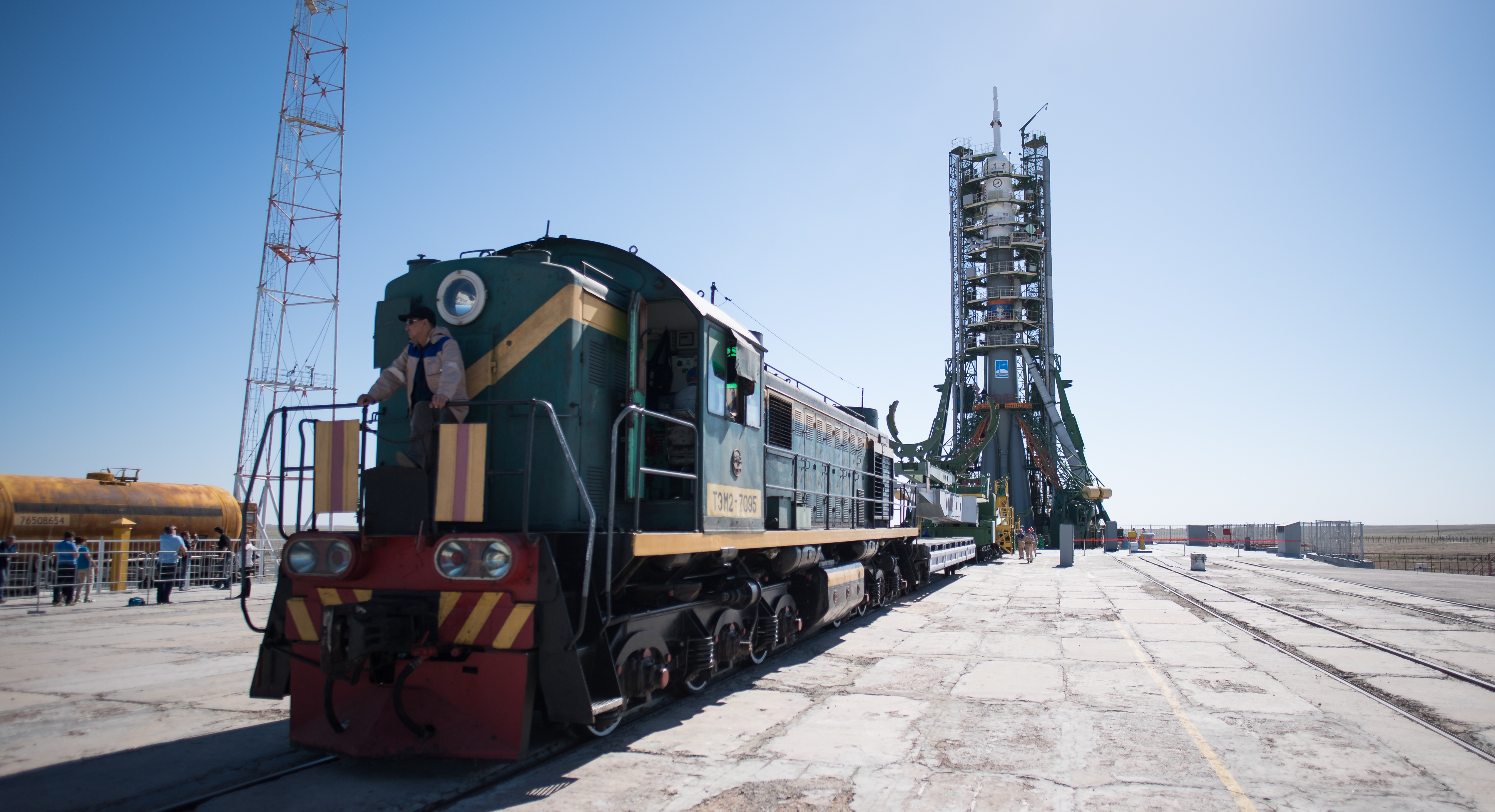
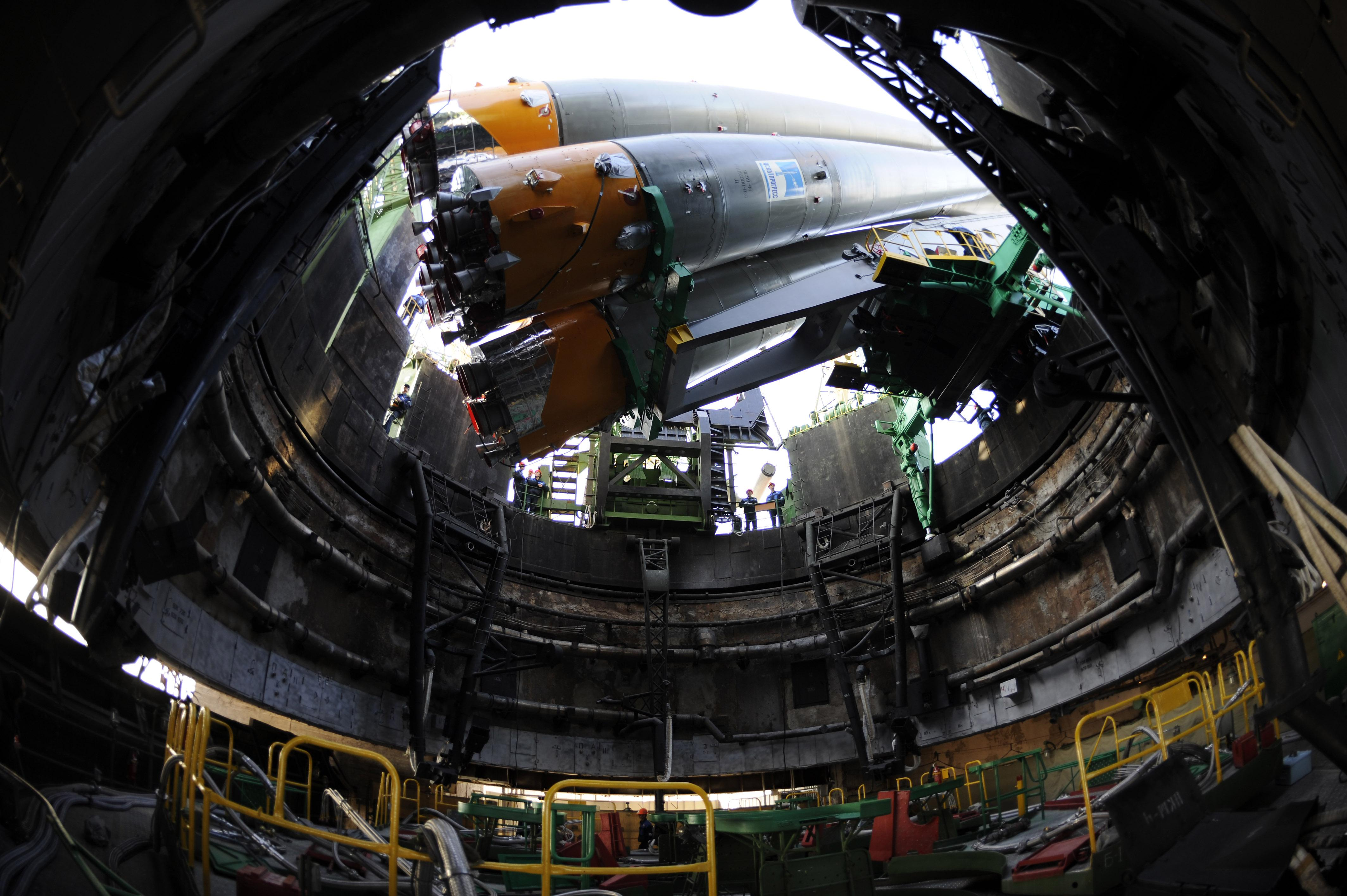
Pohled do startovního stolu při zvedání rakety Sojuz-FG
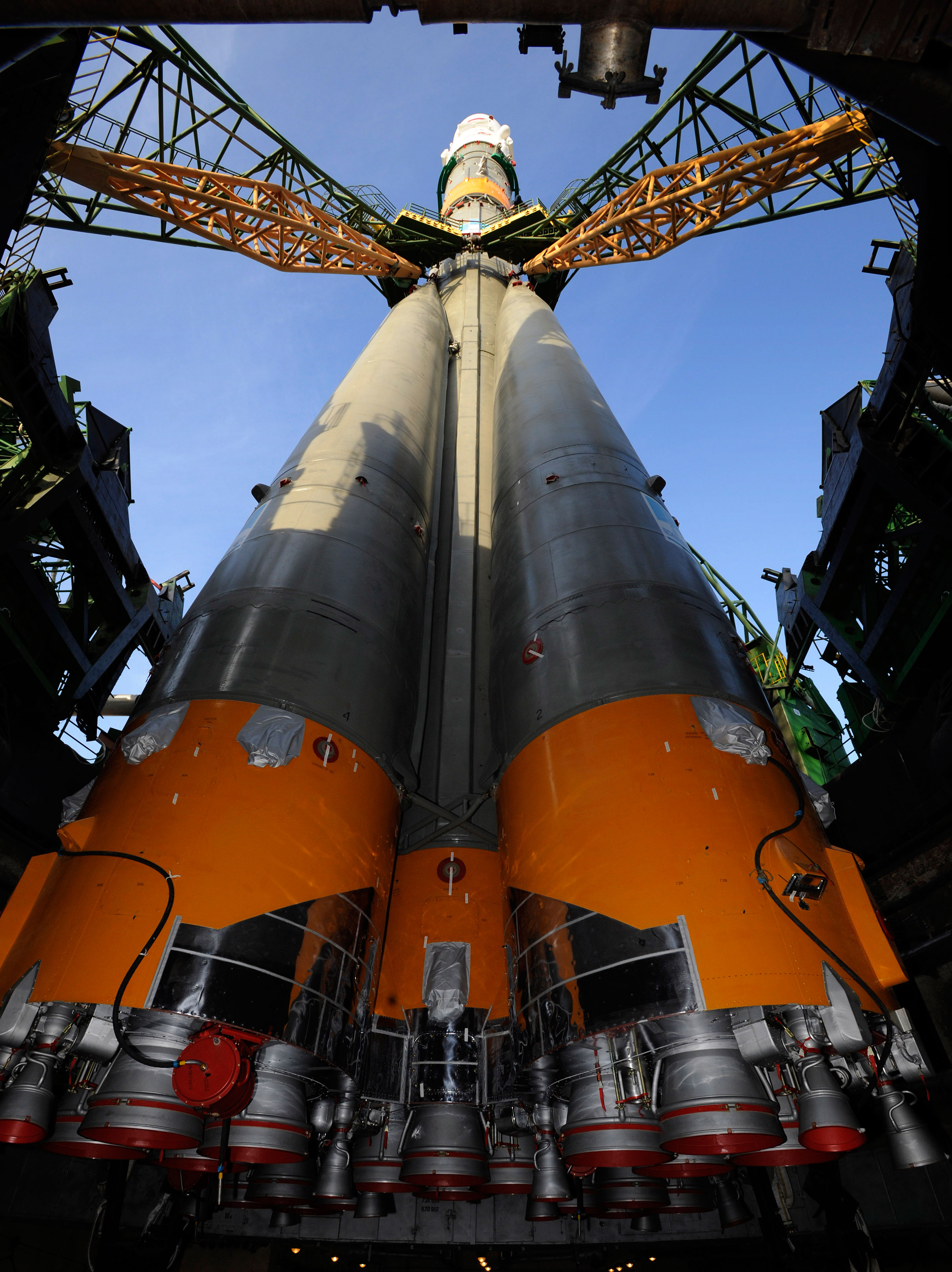
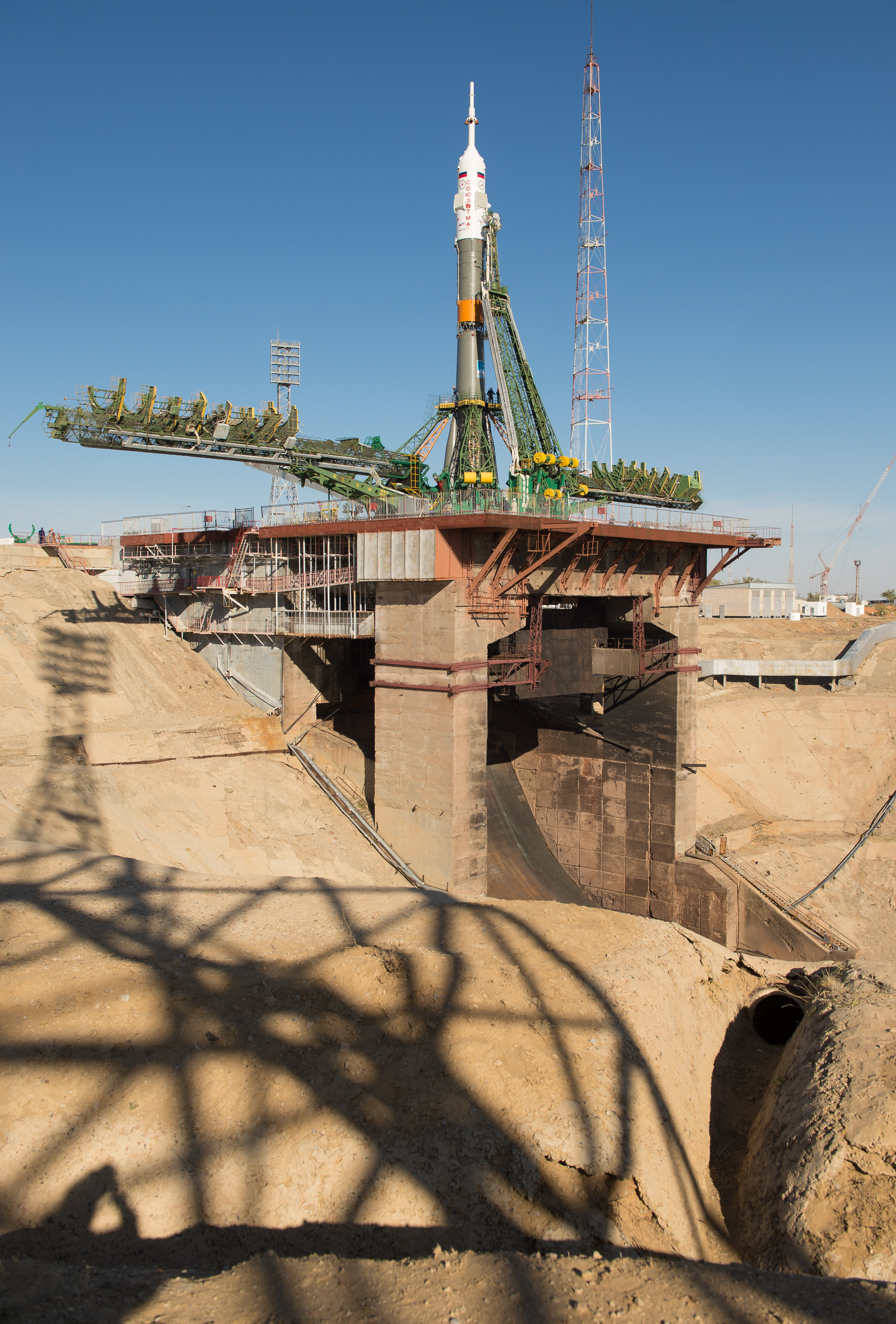
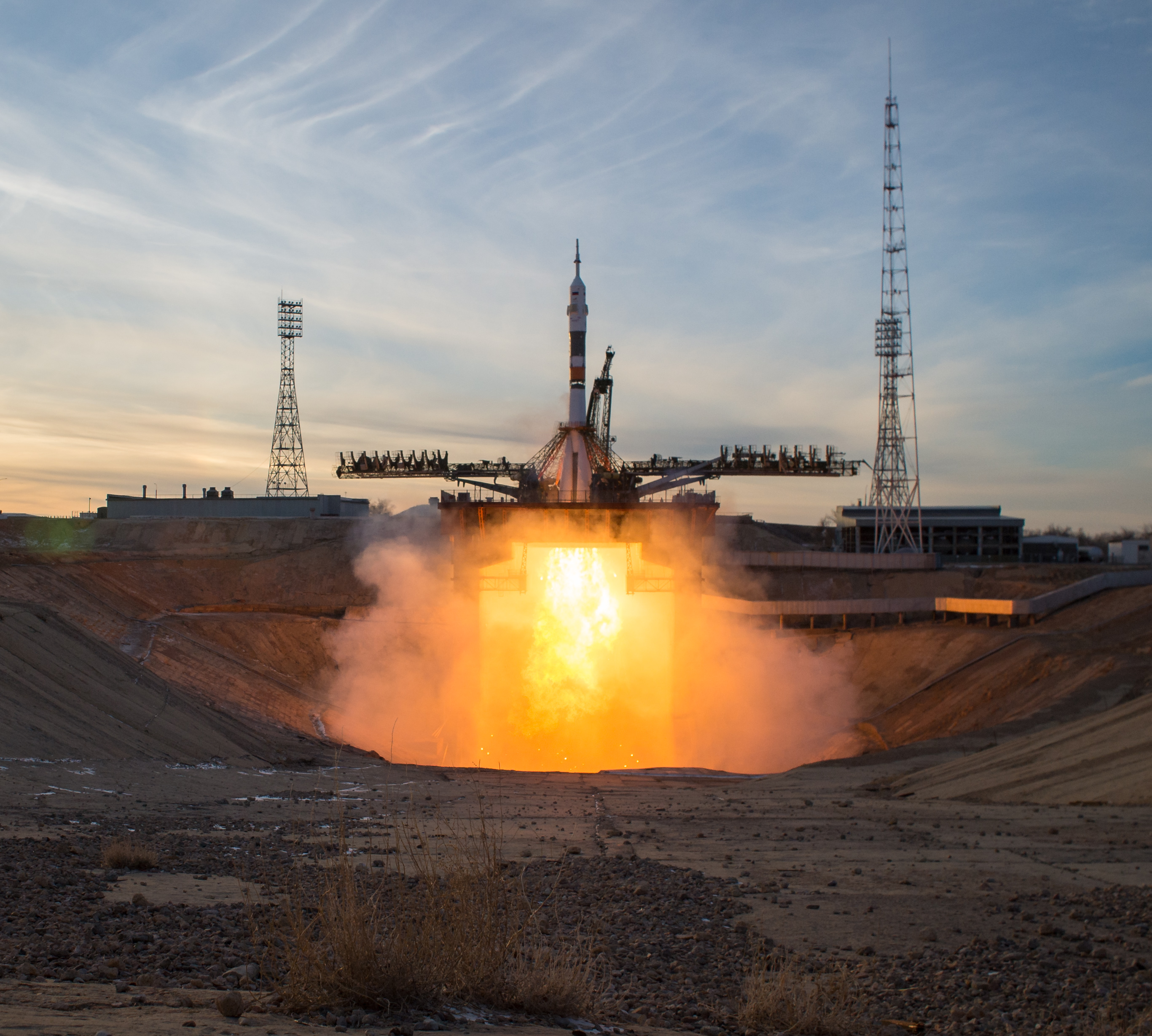
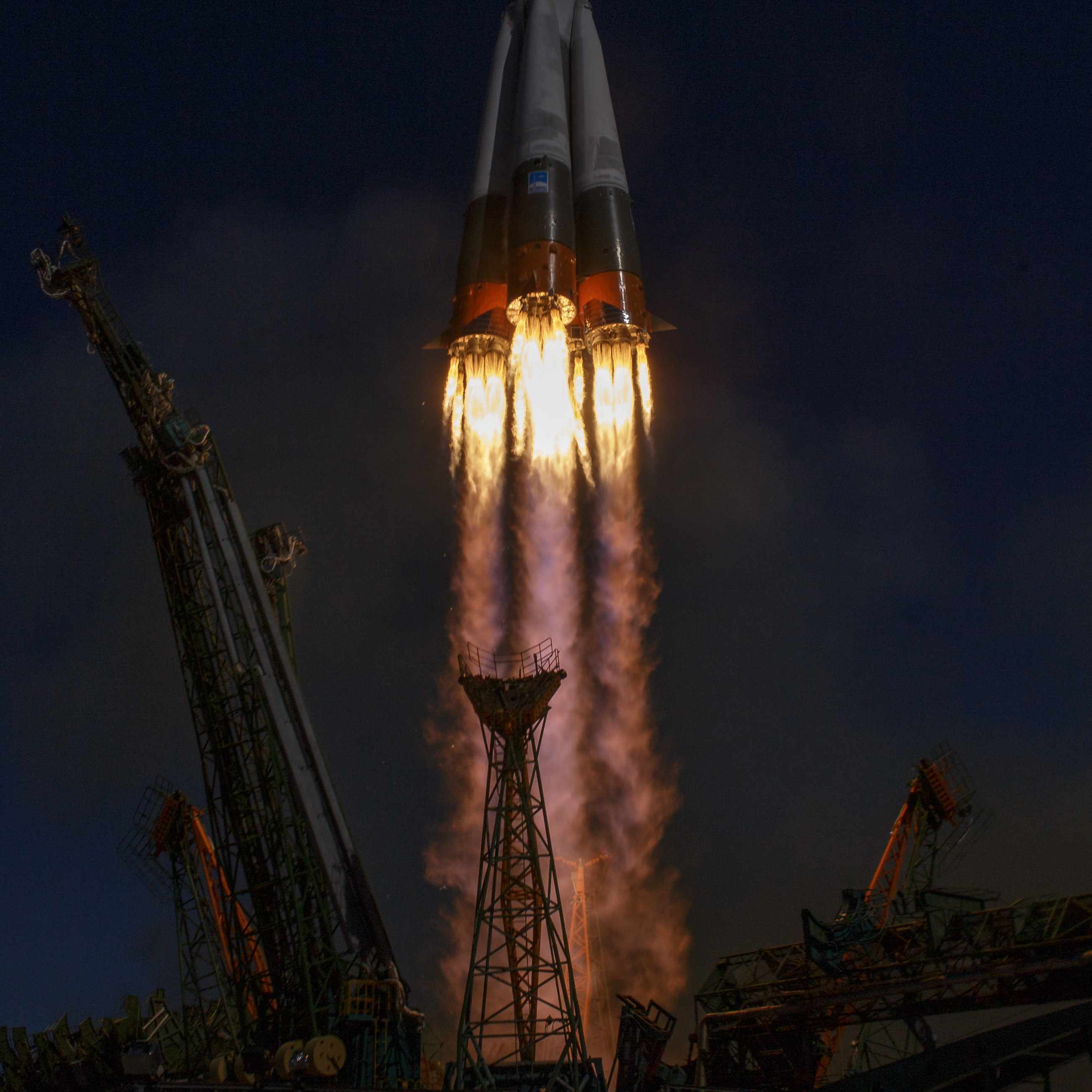